# Hydriomena praemundata
Hydriomena praemundata är en fjärilsart som beskrevs av W. Warren 1900. Hydriomena praemundata ingår i släktet Hydriomena och familjen mätare. Inga underarter finns listade i Catalogue of Life.